# Coleoxestia errata
Espèce
Coleoxestia errata est une espèce de coléoptères de la famille des Cerambycidae.